# Payne (serie televisiva)
Payne è una sitcom statunitense, nonché remake della celebre serie televisiva britannica Fawlty Towers. La serie televisiva è stata trasmessa sulla CBS dal 15 marzo 1999 al 28 aprile dello stesso anno. Furono prodotti nove episodi, ma ne furono trasmessi solo otto. In Italia venne trasmessa su Jimmy dal gennaio 2004.

## Descrizione
Payne era un remake di Fawlty Towers e, mentre la serie originale era ambientata a Torquay, il remake era ambientato in California. Le vicende si svolgono al Whispering Pines Inn, un hotel posseduto da Royal Payne e sua moglie Constance "Connie" Payne.
L'episodio pilota era un ibrido tra la trama di Il gourmet di Fawlty Towers e la trama di Gli ispettori alberghieri.

## Personaggi
- Royal Payne (John Larroquette): ispirato al personaggio di Basil Fawlty. A differenza di Basil, Royal ha un'opprimente ossessione con il battere un hotel rivale chiamato Sand Dune, localizzato proprio dall'altra parte della strada. I suoi piani di fare dell'hotel un posto a buon mercato erano le fonti dei suoi problemi. Nella versione italiana è doppiato da Renato Cortesi.
- Constance "Connie" Payne (JoBeth Williams): ispirato al personaggio di Sybil Fawlty. La dinamica antagonistica tra Connie e Royal era identica a quella tra Sybil e Basil, tranne per un'eccezione: la vita sessuale tra Connie e Royal era ovviamente ed estremamente vivace, salutare ed eccitante, a differenza di quella tra Sybil e Basil, che era repressa. Nelle conversazioni al telefono fra Connie e le sue amiche spesso lei si vantava di "quanto fosse fantastico Royal a letto". Nella versione italiana è doppiata da Cristiana Lionello.
- Breeze O'Rourke (Julie Benz): ispirato al personaggio di Polly Sherman. L'unica differenza tra Breeze e Polly era che Breeze era strenuamente orgogliosa di essere vergine. Le altre caratteristiche di Breeze sono uguali a quelle di Polly. Nella versione italiana è doppiata da Emanuela D'Amico.
- Mo (Rick Batalla): Ispirato al personaggio di Manuel. L'unica differenza è che, mentre Manuel era spagnolo, Mo era indiano. Nella versione italiana è doppiato da Luigi Ferraro.

## Episodi
1. The J. Edgar Hoover Pin Story (15 marzo 1999)
2. Sexual Intercom (17 marzo 1999)
3. Whatever Happened to Baby Payne? (24 marzo 1999)
4. Gossip Checks In and a Cat ChecksOut (31 marzo 1999)
5. Pacific Ocean Duck (7 aprile 1999)
6. Trouble in Room 206 (14 aprile 1999)
7. I Never Forget a Face-Lift (21 aprile 1999)
8. Wedding Fever (28 aprile 1999)
9. Uncle Royal and Aunt Connie (mai trasmesso)